# Labess
Labess (en arabe:لاباس  signifiant « Tout va bien »), est un groupe de musique algéro-québécois de fusion entre des rythmes de rumba, flamenco et des racines venant de la musique chaâbi, les textes du groupe sont en arabe algérien, en français ou en espagnol. Le nom du groupe Labess, signifie pas de mal d'où "ça va" en arabe.

## Biographie
Le groupe a été formé en 2004 à Montréal par le jeune Nedjim Bouizzoul, auteur, compositeur et interprète algérien. 
Son héritage, comme il aime à décrire sa passion, lui vient de son père qui fut musicien en Algérie. Il commence donc à jouer de la guitare de son père. À 16 ans il joue dans un groupe, "Fiesta Day" avec qui il essaie de se lancer en Algérie.
Il puise son inspiration auprès du chanteur algérien Kamel Messaoudi, dont il a repris l'un des titres dans son deuxième album.
La première chanson de Nedjim en tant qu'auteur est Pleurer en silence. Durant sa jeunesse en Algérie, il fut marqué par la "hogra", l'injustice et le début du terrorisme en Algérie (Décennie noire), et il va retranscrire son vécu dans ses chansons.
En 2003, il arrive avec sa famille au Québec, où il joue dans le Métro de Montréal ; un an après, il arrive à se payer sa première guitare.
En 2004, il lance sa carrière avec le groupe Labess et connaît un grand succès, notamment en Tunisie et au Maroc.
En 2007, il sort son premier album, nommé Tout va bien, suivi par Identité en 2012 et La route en 2016. 
En 2017, Nedjim Bouizzoul décide de créer un groupe avec des musiciens français avec qui il voyage dans de nombreux pays (Tunisie, Maroc, Colombie, Cap Vert, Angleterre, Cuba, Belgique, Canada...) et joue sur des scènes prestigieuses telles que Glastonbury, La Fête de l'Huma, La Fiesta des Suds, Visa For Music, l'Atlantic Music Expo, Timitar...

## Discographie
- 2007 : Tout va bien
- 2012 : Identité
- 2016 : La route
- 2021 : Yemma
- 2024: Dima Libre